# Johann Gambolputty
Johann Gambolputty est un personnage issu d'un sketch des Monty Python dans l'épisode 6 de Monty Python's Flying Circus, It's the Arts, diffusé pour la première fois le 23 novembre 1969.
Son nom complet est Johann Gambolputty de von Ausfern-schplenden-schiltter-crasscrenbon-fried-digger-dingle-dangle-dongle-dungle-burstein-von-knacker-thrasher-apple-banger-horowitz-ticolensic-grander-knotty-spelltinkle-grandlich-grumblemeyer-spelterwasser-kurstlich-himbleeisen-bahnwagen-gutenabend-bitte-ein-nürnburger-bratwustle-gerspurten-mitz-weimache-luber-hundsfut-gumeraber-shönendanker-kalbsfleisch-mittler-aucher von Hautkopft of Ulm.
Ce personnage dont Arthur Figgis (Graham Chapman) relate l'histoire est considéré par ce dernier comme « le plus grand nom de la musique baroque germanique » (« the greatest name in German Baroque music »). C'est effectivement le cas, du moins au sens littéral. Figgis avoue par ailleurs ne pas comprendre pourquoi personne ne semble se souvenir du nom de ce génial compositeur...
Durant le sketch, le personnage de John Cleese interviewe son descendant direct, Karl Gambolputty de von Ausfern [...] von Hautkopft of Ulm, mais ce dernier, au moment de répondre à la question qui lui est posée, pousse son dernier soupir avant de prononcer en entier le nom de la femme du compositeur, Sarah Gambolputty de von Ausfern [...] von Hautkopft of Ulm. Après cela, le personnage joué par Cleese creuse une tombe dans son jardin pour l'enterrer.
Au total, le nom de famille est cité 6 fois entièrement durant le sketch. Le nom de famille parodie les noms de l'aristocratie et la bourgeoisie allemande d'Europe continentale, souvent volontairement rallongé afin de mettre en valeur les titres de noblesse. 